# Falas
Las Falas («Costas» en sindarin) son una región ficticia creada por el escritor británico J. R. R. Tolkien para su legendarium, y descrita en su libro El Silmarillion. Son las regiones costeras occidentales de Beleriand, al sur de Nevrast, y, en particular el arco de costa comprendido entre las desembocaduras del Brithon y el Nenning. Las dos ciudades y puertos principales de las Falas eran Brithombar y Eglarest.
Las Falas eran el hogar de los Falathrim, una fracción de los Elfos formada originalmente por Teleri, pero a la que se incorporaron posteriormente Sindar y Noldor, gobernada por Círdan el Carpintero de Barcos, bajo cuyo mando fueron los primeros marineros y constructores de barcos de la Tierra Media.

## Historia
Los Falathrim prosperaron en su tierra durante muchos años, pero entre la Primera y la Segunda Batallas de Beleriand las Falas fueron invadidas por Orcos de Morgoth, viéndose obligados los Falathrim a retroceder a sus puertos amurallados. Este cerco fue roto, y los Orcos puestos en retirada con la llegada de los Noldor de Fëanor desde Aman.
A refugiarse a los puertos fortificados de las Falas envió Fingon a su hijo Ereinion Gil-Galad después de la muerte de Fingolfin en la Dagor Bragollach. Tras la siguiente batalla, las Falas quedaron también desprotegidas por la desaparición de las fortalezas de Fingolfin en el Norte, y cayeron bajo el poder de Morgoth no mucho tiempo después, en el 474 P. E.
Tras la Guerra de la Cólera las Falas desaparecieron sumergidas, al igual que la mayor parte del resto de Beleriand.